# Райкър Линч
Райкър Антъни Линч е американски музикант, автор на песни, актьор и танцьор.
Той е един от водещите вокали и басист в R5 с братята му Рос и Роки, сестра му Райдел и семейният им приятел Елинктън Ратлиф.

## Биография
Райкър е роден на 8 ноември 1991 г. в Литълтън, Колорадо. Райкър и сестра му Райдел взимат уроци по пиано и се състезават като партньори в танцови конкурси.
Докато живее в Колорадо, децата Линч изградени и пуснати на шоу за семейството си, когато някои от тях са толкова млад, колкото четири или пет. R5 През 2008 г., Райкър, на 16 години, решава, че иска да се премести в Лос Анджелис, за да преследва актьорска кариера. Техните родители, Сторми и Марк Линч, решават да преместят цялото семейство в Лос Анджелис, Калифорния. Така че да могат да останат заедно. През октомври 2009 г., семейството се срещна Елинктън Ратлиф в танцово студио в Калифорния, където той е живее. Те разбират, че Елинктън може да свири на барабани и така той става последния член на групата и формират текущата R5 . Райкър е братовчед на Дерек и Джулиан Хаф. Брат му Рос Линч е част от сериала на Дисни „Austin & Ally“.

## Кариера

### Действайки
Райкър е един от Dalton академия певци по Fox и хитовия сериал Glee . Той е специално въведен като Jeff в сезон 2 епизод „Специална педагогика“, се появява след като един от шаварче певци в още единадесет епизоди през сезона 2, 3 и 4. Той също се появява като шаварче в изданието от 2011 г. Glee живо ! В Concert! турне, в който е извършен от май до 3 юли 2011 в САЩ, Канада, Англия и Ирландия. А филм е заснет на концерт турне, което включва сцени с Райкър извършване като Jeff: Glee: 3D концерт филм . е бил освободен на 12 август 2011 Филмът е издаден на DVD и Blu-лъч на 20 декември 2011 под заглавие Glee: The Movie Concert .

### Музика
Райкър е басист и един от водещите вокалисти в групата R5 с членовете на семейството му Роки, Райдел и Рос също така най-добрия си приятел Ратлиф. През април 2012 г., R5 обяви чрез сайта на групата, че е подписал договор за албум с Hollywood Records , и че те планират за първото си клубно турне през май. След турнето, R5 играе многобройни летни представления в САЩ и в Канада. През септември две R5 песни бяха пуснати на Austin & Ally саундтрака. R5 също излезе с EP, наречен Loud на 19 февруари 2013 г. Първият им дългосвирещ албум, Louder, е издаден на 24 септември 2013 г. Албумът включва четири песни от ЕП, и най-новия сингъл.

## Филмография

### Телевизия
| Година      | Заглавие                            | Роля                 | Бележки                                          |
| ----------- | ----------------------------------- | -------------------- | ------------------------------------------------ |
| 2009        | Така че мисля, че могат да танцуват | Сам / състезател     | „Двама от 16 Гласували Off“ (Сезон 5, Епизод 11) |
| 2010        | Зик и Лутър                         | Goin Dancer „Zoomin“ | „Goin 'Zoomin“ (Сезон 2, епизод 24)              |
| 2010 – 2013 | Радост                              | Jeff                 | Поддържаща роля                                  |
| 2013        | Wedding Band                        | Just'a Krush държава | „Легни върху него“ (Сезон 1, епизод 5)           |

### Филми
| Година | Заглавие                | Роля                | Бележки         |
| ------ | ----------------------- | ------------------- | --------------- |
| 2008   | Неделя School Musical   | Crossroads член хор | Поддържаща роля |
| 2010   | Самоубийство Dolls      | Hip Kid             |                 |
| 2010   | Училищни Gyrls          | Себе си             |                 |
| 2011   | Един ден като Kids Холи | Конте               | Кратък филм     |
| 2011   | Glee: 3D концерт филм   | Jeff                |                 |
| 2012   | Изгубеният Анджелис     | Джони               | Кратък филм     |
| 2013   | Град Jerks              | Sketch Ball         |                 |